# Puccio Capanna
Pour les articles homonymes, voir Capanna et Campana (homonymie).

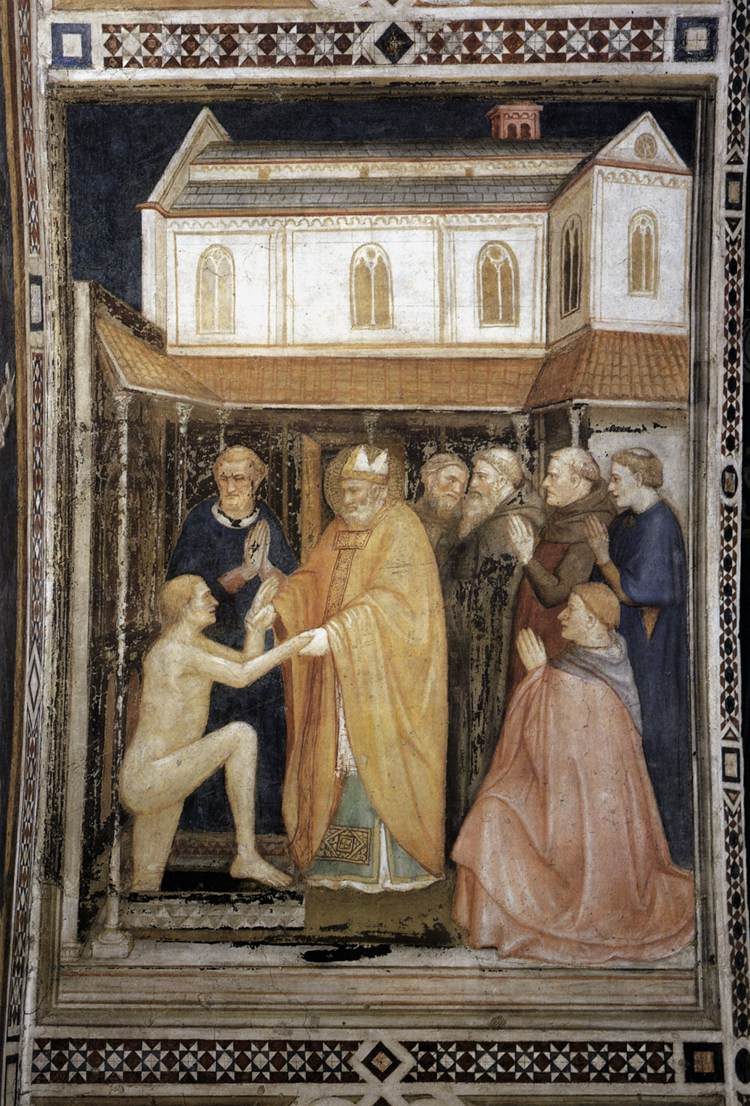
Histoires de saint Stanislas, vers 1330

Puccio Capanna ou Puccio Campana est un peintre italien de la première moitié du Trecento (XIVe siècle italien), qui vécut et travailla à Assise, en Ombrie, en Italie, entre 1341 et 1347.

## Biographie
Puccio Capanna était originellement un Florentin. Vasari le décrit comme étant l'un des élèves les plus importants de Giotto.
On considère que c'est lui qui a peint la Marie l'Égyptienne de l'Église San Francesco à Pistoia.
Un document de 1341 confirme l'existence d'un peintre d'Assise nommé Puccio di Capanna : les autorités chargèrent Puccius Cappanej et Cecce Saraceni, pictores de Assisio de peindre des images de la Vierge sur la Porta externa platee nove et la Porta Sancti Ruphini, de la cathédrale San Rufino d'Assise. Il est aussi mentionné dans un document de 1347 pour avoir vendu du bétail au Sacro Convento d'Assise (Cenci, 1974).
Il aurait pu avoir eu comme élève le peintre anonyme dénommé le Maestro di Campodonico.
Puccio Capanna meurt de la peste noire à Assise en 1348.

## Œuvres
Nombre d'œuvres qui sont attribuées à Puccio Capanna par Ludovico da Pietralunga et Vasari n'existent plus. Certaines Passions de l'église d'Assise lui sont aussi attribuées, ainsi que les Scènes de la vie de saint François et du Christ peintes à la basilique Saint-François d'Assise.

## Galerie d'images

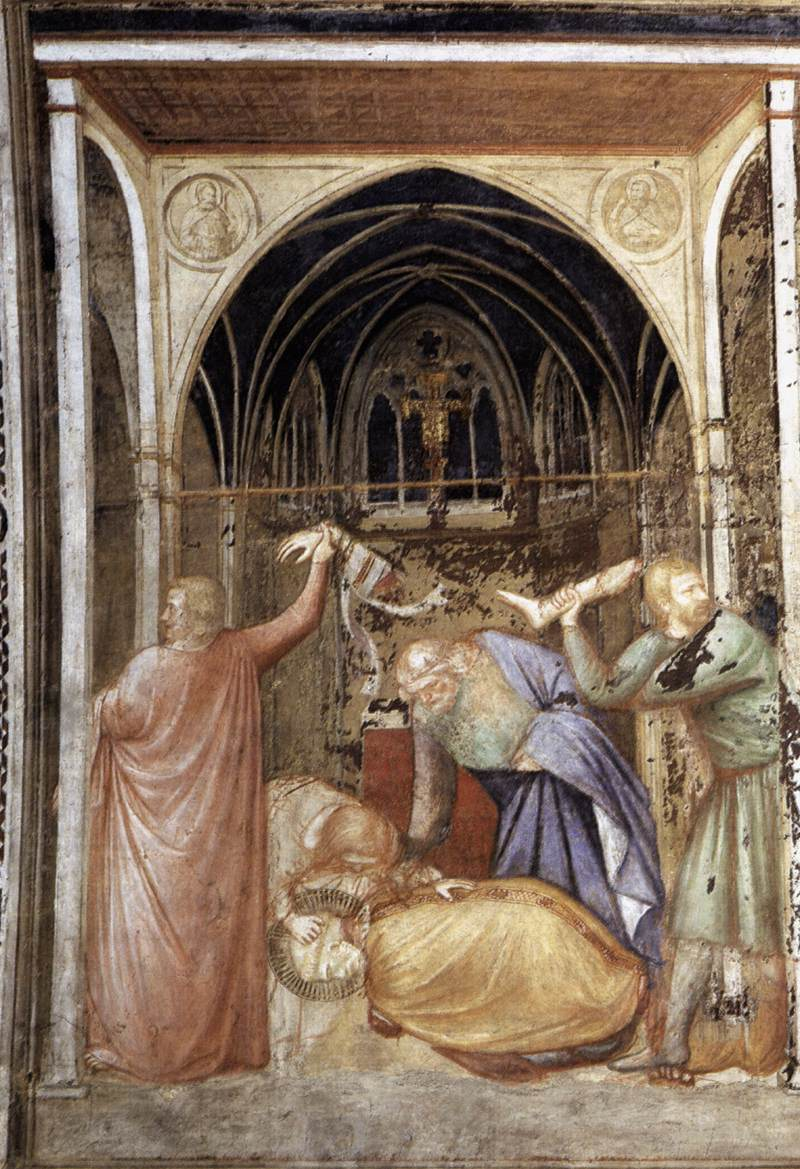
Martyre de St Stanislas, Basilique inférieure d'Assise
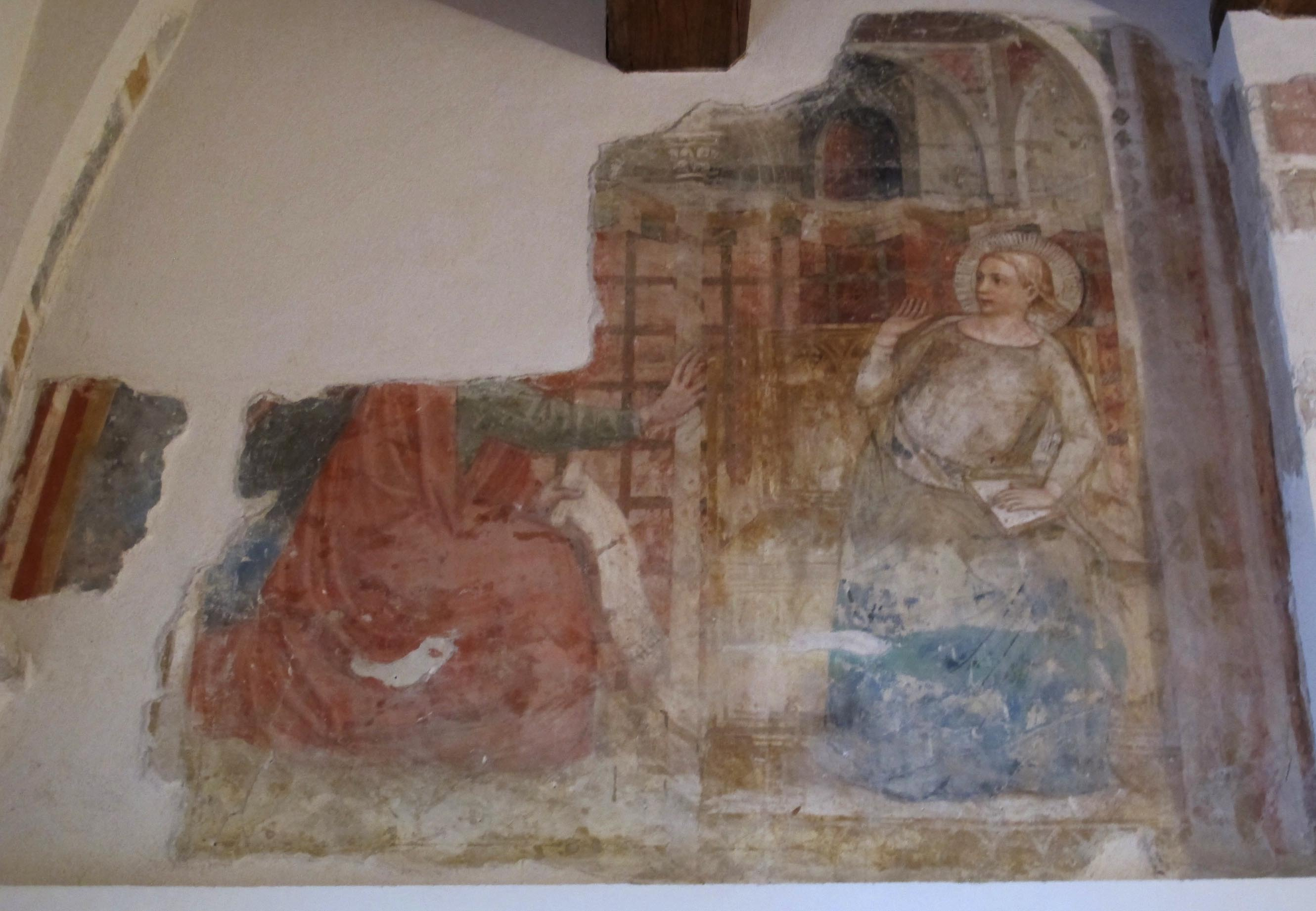
Annonciation, Basilique inférieure d'Assise
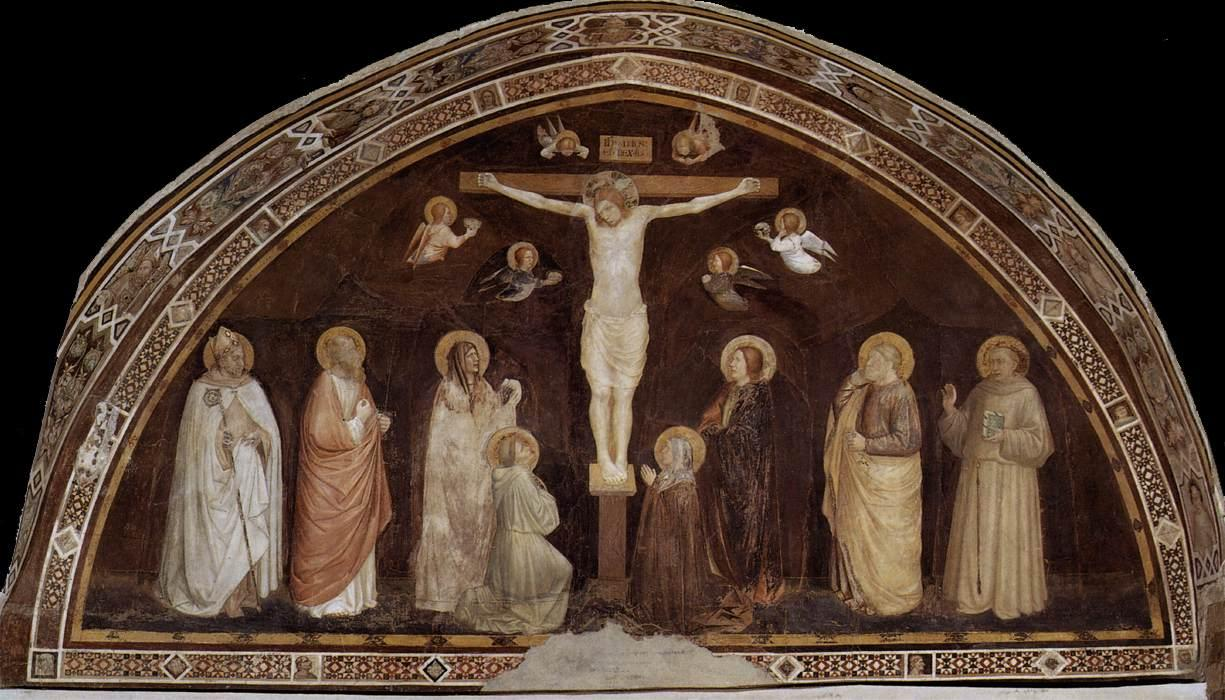
Crucifixion, Basilique inférieure d'Assise